# Kalna
Kalna là một thành phố và khu đô thị của quận Barddhaman thuộc bang Tây Bengal, Ấn Độ.

## Địa lý
Kalna có vị trí 23°13′B 88°22′Đ / 23,22°B 88,37°Đ Nó có độ cao trung bình là 11 mét (36 feet).

## Nhân khẩu
Theo điều tra dân số năm 2001 của Ấn Độ, Kalna có dân số 52.176 người. Phái nam chiếm 51% tổng số dân và phái nữ chiếm 49%. Kalna có tỷ lệ 77% biết đọc biết viết, cao hơn tỷ lệ trung bình toàn quốc là 59,5%: tỷ lệ cho phái nam là 82%, và tỷ lệ cho phái nữ là 72%. Tại Kalna, 9% dân số nhỏ hơn 6 tuổi.